# Xanthorhoe pudicata
Xanthorhoe pudicata är en fjärilsart som beskrevs av Hugo Theodor Christoph 1881. Xanthorhoe pudicata ingår i släktet Xanthorhoe och familjen mätare. Inga underarter finns listade i Catalogue of Life.